# Anisognathus somptuosus
La tangara aliazul (Anisognathus somptuosus), también denominada tangara-montana aliazul (en Ecuador), cachaquito primavera (en Venezuela), tangara-de-montaña de ala azul (en Perú) o clarinero primavera (en Colombia), es una especie de ave paseriforme de la familia Thraupidae, perteneciente al  género Anisognathus. Algunos autores sostienen que se divide en dos especies. Es nativa de regiones montañosas del norte, noroeste y oeste de América del Sur.

## Distribución y hábitat
Las diversas subespecies se distribuyen de forma disjunta por la cordillera de la Costa del norte de Venezuela, a lo largo de la cordillera de los Andes desde el oeste de Venezuela, hacia el sur por las tres cadenas andinas de Colombia, por Ecuador, y desde el norte al sureste de Perú; y la subespecie flavinucha, desde el sureste de Perú hasta el noroeste de Bolivia.
Esta especie es generalmente común en sus hábitats naturales: los bosques montanos y sus bordes entre los 1200 y 2500 m de altitud.

## Descripción
En promedio mide 18 cm de longitud y pesa 42 g. Centro de la corona y nuca color amarillo dorado; frente, resto de la cabeza, cara y parte superior del dorso negros; hombros azules a púrpuras; alas y cola en la base negras, pero con plumas de vuelo y punta azul brillante. Garganta, pecho y vientre amarillo intenso; la rabadilla a veces es verdosa.

## Comportamiento
Generalmente está en grupos de tres a diez individuos forrajenado en la canopia o al borde del bosque, volando de árbol en árbol. Se alimenta principalmente de insectos y también de frutos pequeños y bayas.

## Sistemática

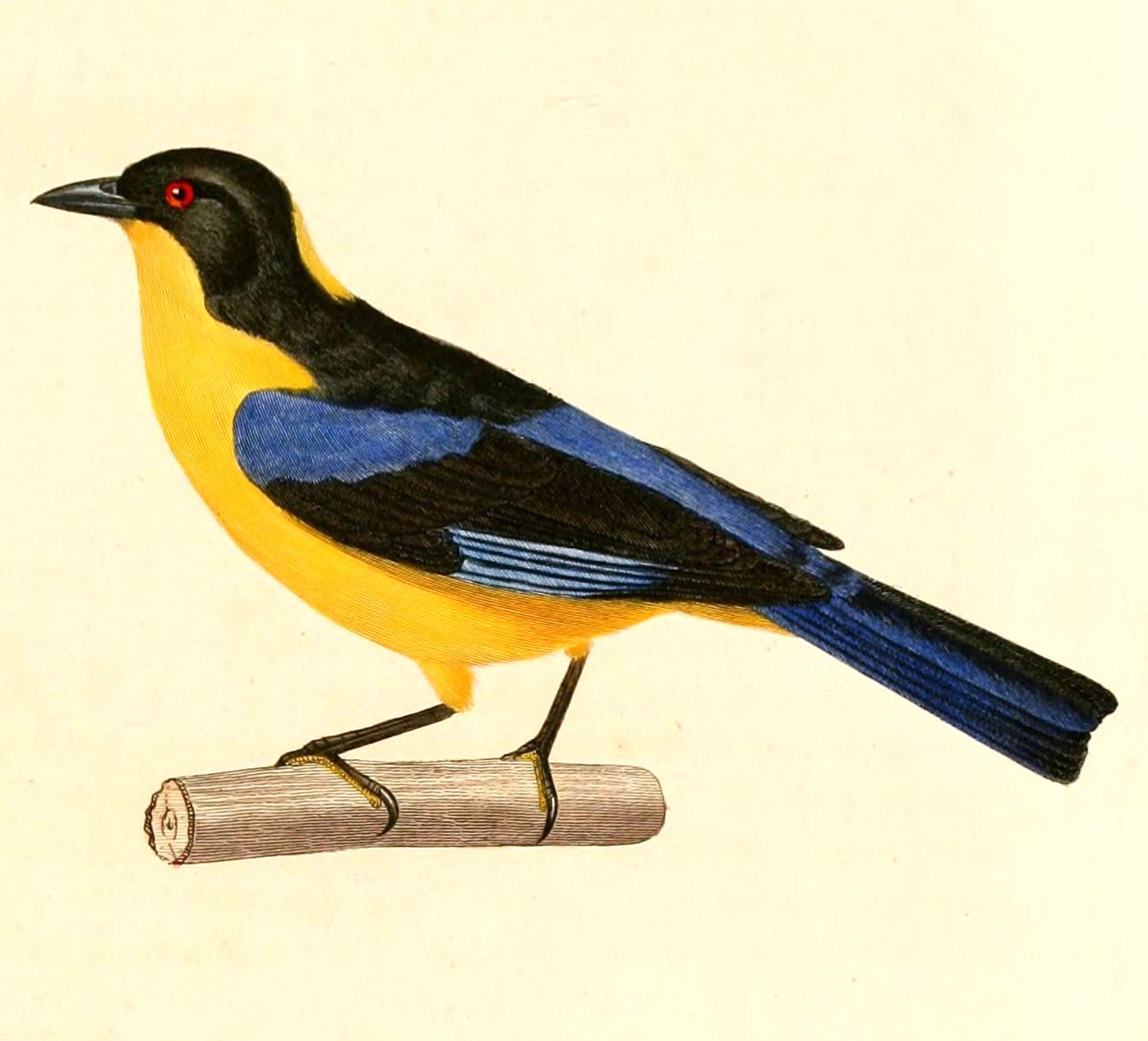
Tachyphonus flavinucha = Anisognathus somptuosus flavinucha, ilustración en d'Orbigny Voyage dans l'Amérique méridionale, 1847.

### Descripción original
La especie A. somptuosus fue descrita por primera vez por el naturalista francés René-Primevère Lesson en 1831 bajo el nombre científico Tachyphonus somptuosus; su localidad tipo no fue definida, se asume: «Perú».

### Etimología
El nombre genérico masculino «Anisognathus» se compone de las palabras griegas «anisos»: desigual, y «gnathos»: mandíbula inferior; y el nombre de la especie «somptuosus» proviene del latín «sumptuosus»: extravagante, suntuoso.

### Taxonomía
Los amplios estudios filogenéticos recientes de Burns et al. (2014) demuestran que la presente especie es hermana de Anisognathus notabilis. Los estudios genético moleculares de Sedano & Burns (2010) ya sugerían que la inclusión de estas dos especies en el género Anisognathus era problemática.
Las clasificaciones Aves del Mundo (HBW) y Birdlife International (BLI) consideran a la subespecie A. somptuosus flavinucha, como una especie separada, Anisognathus flavinucha, con base en diferencias dramáticas de vocalización, y también morfológicas (dorso negro, y no verde musgo oscuro, con contrastante rabadilla azul cobalto). Esta separación no es seguida todavía por otras clasificaciones.

### Subespecies
Según las clasificaciones del Congreso Ornitológico Internacional (IOC) y Clements Checklist/eBird v.2019 se reconocen nueve subespecies, con su correspondiente distribución geográfica:
- Grupo politípico somptuosus:
  - Anisognathus somptuosus venezuelanus (Hellmayr), 1913 – montañas costeras del norte de Venezuela (desde Yaracuy hasta Miranda).
  - Anisognathus somptuosus virididorsalis (Phelps, Sr & Phelps, Jr), 1949 – norte subtropical de Venezuela (área del golfo Triste).
  - Anisognathus somptuosus antioquiae (Berlepsch), 1912 – parte norte de los Andes occidentales y centrales de Colombia.
  - Anisognathus somptuosus victorini (Lafresnaye), 1842 – Andes del suroeste de Venezuela (Táchira) al centro de Colombia.
  - Anisognathus somptuosus cyanopterus (Cabanis), 1866 – pendiente occidental de los Andes centrales del suroeste de Colombia y oeste de Ecuador
  - Anisognathus somptuosus alamoris (Chapman), 1925 – suroeste de Ecuador (desde Cuenca hasta Loja).
  - Anisognathus somptuosus somptuosus (Lesson), 1831 – extremo sureste de Ecuador (Zamora) hasta el este de Perú (Junín).

- Grupo monotípico flavinucha;
  - Anisognathus somptuosus flavinucha (d'Orbigny & Lafresnaye), 1837 – desde el sureste de Perú (Cuzco) hasta el noroeste de Bolivia.